# تفكير متوازي
التفكير المتوازي هو مصطلح تمت صياغته وتطبيقه على يد إدوارد دي بونو.
ويوصف التفكير المتوازي على أنه بديل بنّاء «للتفكير العدواني» والجدل وبشكل عام المنهجية التي اشتهرت GG3 (عصابة الثلاثة اليونانية) بالدفاع عنها. وبشكل عام، يعد التفكير المتوازي تطويرًا إضافيًا لعمليات التفكير الجانبية الشهيرة، والتي تركز بشكل أكبر على الاستكشافات، والبحث عن ما يمكن الوصول إليه بدلاً من ماهية ما تم تحقيقه.

## التعريف
يتم تعريف التفكير المتوازي على أنه عملية التفكير التي ينقسم التفكير فيها إلى اتجاهات محددة. وعندما يتم تنفيذه في مجموعة، فإنه يتجنب بشكل فعال تبعات منهجية المغارمة (المستخدمة في المحاكم).
وفي النقاشات العدوانية، يكون الهدف هو إثبات أو عدم إثبات البيانات التي يطرحها الأطراف (غالبًا يكونان طرفين). ويعرف ذلك كذلك باسم المنهجية الجدلية. وفي التفكير المتوازي، يقوم الممارسون بطرح أكبر قدر ممكن من البيانات في مسارات متعددة متوازية (يفضل أن تكون أكثر من مسارين). ويؤدي ذلك إلى استكشاف موضوع يمكن أن يساهم فيه كل المشاركين الذين لديهم معرفة وحقائق ونتائج وما إلى ذلك بشكل متوازٍ.
ومن الأمور الهامة في هذا الأسلوب هو أنه يتم تنفيذ العملية بطريقة منظمة، وأن كل المشاركين يدلون بدلوهم ويشاركون بشكل متوازٍ. وبالتالي، يجب أن يلتزم كل مشارك بالمسار المحدد.

## التطبيقات
- قبعات التفكير الست[2]